# San José (Santos Mercado)
San José ist eine Ortschaft im Departamento Pando im Tiefland des südamerikanischen Andenstaates Bolivien.

## Lage im Nahraum
San José liegt in der Provinz Federico Román und ist der viertgrößte Ort im Cantón Eureka im Municipio Santos Mercado. Die Ortschaft liegt auf einer Höhe von 145 m an der Mündung eines linken Nebenflusses, der hier aus westlicher Richtung in den Arroyo Blanco mündet. Flussabwärts fließt der Arroyo Blanco dann in nordöstlicher Richtung zum Río Pacahuara, der im weiteren Verlauf in den Río Negro mündet, einen rechten Nebenfluss des Río Abuná.

## Geographie
San José liegt im bolivianischen Teil des Amazonasbeckens in der nördlichen Ecke des Landes nahe der Grenze zu Brasilien.
Die mittlere Durchschnittstemperatur der Region liegt bei 26 °C und schwankt nur unwesentlich zwischen 25 °C im Mai und 27–28 °C von Dezember bis Februar (siehe Klimadiagramm Riberalta). Der Jahresniederschlag beträgt etwa 1300 mm, bei einer ausgeprägten Trockenzeit von Juni bis August mit Monatsniederschlägen unter 20 mm und einer Feuchtezeit von Dezember bis Januar mit Monatsniederschlägen von mehr als 200 mm.

## Verkehrsnetz
San José liegt in einer Entfernung von etwa 280 Kilometern Luftlinie nordöstlich von Cobija, der Hauptstadt des Departamentos.
San José ist nicht auf dem Landweg über befestigte Straßen von Cobija aus zu erreichen. Die Ortschaft liegt in dem feuchten flachwelligen Gelände zwischen dem nördlich gelegenen Río Abuná und dem südlich gelegenen Río Orthon. Die Anlage von befahrbaren Pisten, erst recht von befestigten Straßen ist in dieser Region sehr aufwändig.
San José ist über siebzehn Kilometer nach Südosten mit der Ortschaft Reserva verbunden, von dort führt die Piste über Democracia in das 58 Straßenkilometer weiter südwestlich am Río Orthon gelegene Humaitá.
Von San José aus nach Nordwesten führen Verbindungen zu den Ortschaften Villa Victoria und San Martín Tacana.

## Bevölkerung
Die Einwohnerzahl des Ortes ist zwischen den beiden letzten Volkszählungen auf ein Mehrfaches angestiegen:
| Jahr | Einwohner         | Quelle       |
| ---- | ----------------- | ------------ |
| 1992 | keine Detaildaten | Volkszählung |
| 2001 | 31                | Volkszählung |
| 2012 | 177               | Volkszählung |
| 2024 |                   | Volkszählung |